# San José Mogote

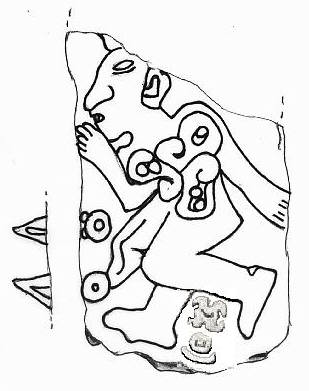
Monument 3 de San josé Mogote

San José Mogote est un site archéologique mésoaméricain des Zapotèques, de l'Époque préclassique, situé dans la branche nord de la vallée d'Oaxaca au nord-ouest de Monte Alban, au Mexique. Il a été occupé de 1400 à 500 av. J.-C.
Ce site a été exploré au XXe siècle par une équipe de l'Université du Michigan, dirigée par Kent Flannery. L'étude du site a permis de mieux appréhender, tout au long du Préclassique, le passage de petits villages à structure égalitaire vers des centres de plus en plus grands, avec une différenciation sociale de plus en plus marquée.

## Développement du site
Au cours de la phase Tierras Largas (de -1400 à -1150), San José Mogote est la plus grande agglomération de la vallée d'Oaxaca. Le site, qui occupait 7 ha, aurait abrité environ 150 personnes. Les habitants cultivaient le maïs, le piment, la courge et l'avocat mais le produit de la chasse jouait encore un rôle dans leur alimentation. Seules des différences discrètes dans le mode d'inhumation pourraient indiquer un début de différenciation sociale. Un bâtiment, plusieurs fois reconstruit, se distingue des autres : il rappelle les kivas des Pueblos du sud-ouest des États-Unis et son orientation de 8° nord-ouest est analogue à celle de bâtiments religieux ultérieurs.
Au cours de la phase San José (de -1150 à -850), le village occupait environ 20 ha et aurait compté 400 à 600 habitants. Les fouilles indiquent que les habitants de certaines maisons s'étaient spécialisés dans des formes d'artisanat particulières, telles que les miroirs en hématite ou les ornements à partir de coquillages. San José se distingue également des hameaux environnants par la présence de deux plateformes pyramidales.
Au cours de la phase Rosario (de -700 à -500), la dernière du site, les archéologues ont observé le développement de chefferies rivales de celle de San José Mogote dans les branches sud et est de la vallée d'Oaxaca. Ils pensent que la guerre devait sévir entre ces trois entités. À San José Mogote, les archéologues se sont particulièrement intéressés à une plateforme qu'on appelle la Structure 19. Elle portait une autre plateforme, la Structure 28, sur laquelle se dressait un temple en clayonnage enduit de torchis, détruit par un incendie volontaire, pratique courante en Mésoamérique lors d'opérations guerrières consistant à détruire du temple de l'adversaire. 
Au nord de la Structure 19 se trouve la Structure 14. Entre ces deux structures, il y avait un couloir, dont la pierre de seuil est célèbre. Il s'agit du Monument 3, qui représente un individu dont la poitrine laisse échapper un flot de sang, symbolisant la victime d'un sacrifice. Entre ses pieds deux glyphes, qui sont la première manifestation de l'écriture zapotèque, qu'on lit généralement «1-mouvement». Les scientifiques pensent que, conformément à l'habitude mésoaméricaine de donner à un individu un nom correspondant à sa date de naissance dans le calendrier rituel de 260 jours, il s'agit du nom de la victime.
Vers 500 av. J.-C., San José Mogote se dépeuple soudainement, tandis qu'apparaît le site de Monte Alban.